# Gerlinde Wurth
Gerlinde Wurth, född 10 februari 1933 i Wien, är en österrikisk-svensk målare, tecknare och kontorist.
Wurth utbildade sig inom det merkantila området vid en handelshögskola och fortsatte därefter med konststudier under fyra år vid Wiener Volksbildungsschule och två år vid Wiener Kunstschule. Hon flyttade till Sverige i slutet av 1950-talet. Separat ställde hon bland annat ut på Galleri Brinken i Stockholm 1961 och 1964 samt medverkat i ett stort antal grupp- och samlingsutställningar. Hennes konst består av fria abstraktioner utförda i konsthartsfärg, akvarell samt tuschteckningar. 